# Каннигэм, Берил
Берил Каннингэм (англ. Beryl Cunningham; род. 8 августа 1946 года) — ямайская актриса, манекенщица и певица. Чаще снимается в итальянском кино. Стала знаменита благодаря фильму «Остров чудовищ». Начала карьеру в 1960 годах, перестала сниматься в кино в начале 1980-х.

## Фильмография
- Саламандра (1961)
- История любви (1969)
- Тарзана, дикая девушка (1969)
- Убийственные выходные (1970)
- Бог змей (1970)
- Отвратительные, грязные, злые (1976)
- Остров чудовищ (фильм, 1979)

## Дискография

### Синглы
- 1972 — Djamballa (Il Dio Serpente)/Calypso Blues (RCA, 7")
- 1972 — La reina bella (RCA, 7")
- 1976 — To Charlie Club (SB, 7")
- 1976 — Lover Baby/Come On Let’s Black Love (Dany Record, DR 1006, 7")
- 1978 — Tua/Why-O (Love, MD F 007, 7")
- Charlie/Black Key (7")